# Wijthmen
Wijthmen (ook wel Wijthem; uitgesproken als Wietmen, in het Nedersaksisch: Wietem) is een buurtschap in de gemeente Zwolle in de Nederlandse provincie Overijssel. Samen met Herfte en Bedrijventerrein Marslanden-Zuid vormt het de wijk Marsweteringlanden. Wijthmen ligt vlak aan de rijksweg N35, in het zuidoosten van de gemeente Zwolle.

## Geschiedenis
De oudste sporen van bewoning stammen uit de jonge steentijd. Op deze plaats zijn bij opgravingen voorwerpen gevonden die duiden op contact tussen de vroege bewoners van de plek en het Romeinse Rijk.
Wijthmen kent 12 rijksmonumenten, waaronder Huize Soeslo (een kasteel/buitenplaats uit circa 1770) en café-restaurant De Mol (gevestigd in een boerderij uit 1800). Tussen Herfte en Wijthmen ligt de rooms-katholieke kerk Onze-Lieve-Vrouw Altijddurende Bijstand, die in 1951 in gebruik werd genomen.

## Herkomst van de naam
In een oorkonde uit 960 wordt de plaats aangeduid met de naam Wie, hetgeen klein heiligdom of heilige plaats betekent. Deze aanduiding stamt uit de Germaanse tijd, toen dit gebied nog niet gekerstend was.

## Trivia
- De Wijthmenerplas (een voormalige zandafgraving in gebruik als een recreatieplas) ligt niet in deze buurtschap maar in de aangrenzende buurtschap Herfte.
- Er is een kartbaan (Karba) in Wijthmen.[4]